# Ансуз

Ансуз

Ансуз або Ас (англ. Ansuz, Ass) — четверта руна германського Старшого (першого) Футарка та четверта руна атту (аети) Фрейра та Фрея. Назва руни походить від слова ас. Фонетично означає звук [а]. Її також називають руною Одіна.
Значення руни Ансуз пов'язане з Одіном як богом-чарівником, який приніс себе в жертву і таким чином здобув руни. У магічному та мантичному значенні ця руна позначає знання, творчість, натхнення, красномовність. Ансуз вважається руною саг та скальдів, а також провидців.

## Кодування
| Unicode UTF-16   | U+16a8               |
| назва по Unicode | RUNIC LETTER ANSUZ A |
| HTML             | &#5800;              |